# Căianu Mic
Căianu Mic (in ungherese Kiskájon) è un comune della Romania di 4045 abitanti, ubicato nel distretto di Bistrița-Năsăud, nella regione storica della Transilvania.
Il comune è formato dall'unione di 4 villaggi: Căianu Mic, Căianu Mare, Ciceu-Poieni, Dobric.